# Konrad I. (Meranien)
Konrad I. von Meranien (auch Konrad II. von Dachau) († 8. Februar 1159) war ein Sohn von Konrad I. von Scheyern-Dachau (Dachau). Seine Mutter war Willibirg von Krain-Orlamünde. Er war seit 1152 Herzog von Meranien und Graf von Dachau.

## Leben
Die Grafen von Scheyern übten das Amt der baierischen Pfalzgrafen aus, das dem der Stammesherzöge unterstellt war. Graf Otto V. von Scheyern verlegte 1124 seine Residenz von der Burg Scheyern, die er als Kloster stiftete, nach der Burg Wittelsbach, wodurch aus dem Pfalzgrafenhaus die Wittelsbacher wurden. Die um 1100 von den Scheyernern erbaute Burg Dachau gelangte mit Grundbesitz und Ministerialen an Graf Arnold I. von Scheyern-Dachau. Dessen Sohn war Konrad I. von Dachau.
Konrad II. von Dachau, Sohn Konrads I., hatte im Thronkrieg zwischen Welfen und Staufern zunächst geschwankt. Danach wurde er zum treuen Anhänger der Staufer und als die Welfen nach dem 1139 erfolgten Sturz Heinrich des Stolzen durch ihre Ächtung auch alle Lehen und Vogteien am Lechrain verloren hatten, zogen dort sowohl die Grafen von Dießen und Andechs als auch die Scheyern-Wittelsbacher und ihre „Dachauer“ Linie den größten Nutzen aus dem Niedergang der Welfen. So ist Graf Konrad von Dachau u. a. als Vogt des rechtslechischen Reichsklosters St. Ulrich und Afra in Augsburg sowie von St. Andrä in Freising dokumentiert. Die Einfluss- und damit Machtzone der Wittelsbacher aus Dachau hatte somit den Lech erreicht.
Konrad zog 1142 mit gegen Böhmen und wurde 1152 Herzog von Meranien als Ersatz für das eigentlich geforderte Istrien-Krain. Gleichzeitig mit der Erhebung Konrads zum Herzog von Meranien wurde er als Dux für Dalmatien und Kroatien genannt.
Er war der Erste aus der Ahnenreihe der Wittelsbacher, dem ein Herzogsamt zufiel.
Als erster Herzog von Meranien war Konrad durch Besitz, Vogteirechte und Lehen zwischen Lech und Isar ein durchaus potenter Territorialfürst, dessen neuer Ducat mit realer Macht und Besitz ausgestattet war, zumal wenn man in Betracht zieht, dass sein Vetter Otto von Scheyern bereits Pfalzgraf des Königs für das Herzogtum Bayern war. Somit war das Haus Wittelsbach nun insgesamt der (Vor-)Herrschaft des bayerischen Welfen-Herzogs Heinrich des Löwen entzogen.
1159 fiel Konrad in einem Gefecht bei Bergamo bei einem der Italienfeldzüge Kaiser Friedrich Barbarossas.

## Familie
Konrad war zweimal verheiratet
- nach 1139 mit Adelheid von Limburg († vor 6. Februar 1146).
- Udilhild (oder Mathilde) von Falkenstein, Tochter des Grafen Rudolf von Falkenstein

Aus den Ehen gingen zwei Kinder hervor (die Zuordnungen zu den Müttern ist nicht möglich):
- Hedwig von Dachau († 1174/76)
- Konrad III. von Dachau († 8. Oktober 1180/82)